# Liste des œuvres de Michael Moorcock
Ceci est une liste des œuvres de Michael Moorcock un écrivain britannique, auteur de nombreux romans de fantasy et de science-fiction.